# Can Pla (la Cellera de Ter)
Can Pla és una masia de la Cellera de Ter (Selva) inclosa a l'Inventari del Patrimoni Arquitectònic de Catalunya.

## Descripció
Es tracta d'un immoble de tres plantes, cobert amb una teulada a una sola aigua de vessant a lateral i amb un ràfec format per una filera de rajola ondulada imitant la teula.
La planta baixa destaca el portal d'accés d'arc de mig punt de rajola.
El primer pis conté dues obertures a destacar especialment la gran, que conté una gran llinda monolítica de pedra sorrenca. Es tracta d'un primer pis que simultàniament és projectat com a terrassa o balcó, per al qual s'hi accedeix per mitjà d'una escala que parteix i arrenca de la planta baixa.
El segon pis s'ha projectat en la façana en uns baduis en forma de dues obertures d'arc de mig punt de rajola.

## Història
En origen can Xula i can Pla eren un sol immoble, però en un moment històric determinat es va optar per partir la masia primigènia en dos parts confeccionant així dos habitatges independents com són can Xula i can Pla.
El fet que es partís l'immoble va provocar que la parcel·la, corresponent al que avui en dia és can Pla fos molt petita i, per tant, es va optar per la seva ampliació. Aquesta intervenció s'ha traduït en dos plans específics: per una banda, amb l'aixecament del teulat el qual es denota perfectament en la façana, en la “cicatriu” que talla en diagonal i que delata l'alçada original que tenia la casa. Mentre que per l'altra, amb un cos adossat perpendicularment, que consta de dues plantes i cobert amb una teulada d'una sola aigua de vessant a lateral i un ràfec format per dues fileres, com són una de rajola i una altra de teula.